# Armenia Mantequilla
Armenia Mantequilla es un municipio de Colombia, localizado en la subregión Occidente del departamento de Antioquia. Limita por el norte con los municipios de Ebéjico, Anza y Heliconia, por el este con los municipios de Heliconia y Angelópolis, por el sur con Angelópolis y Titiribí, y por el oeste con Concordia y Betulia. Su cabecera municipal está a 51 kilómetros de la ciudad de Medellín, capital del departamento de Antioquia, y el municipio posee una extensión de 110 kilómetros cuadrados y está a una altitud de 1800 metros.

## Toponimia
El apelativo de “Mantequilla” se da a la presencia de un cerro en el lugar coronado por abundantes yarumos blancos que desde la distancia le daban la impresión de parecerse a una gran bola de mantequilla. 
Mientras, "Armenia" se lo dio el profesor Francisco Calle, puesto que la población estaba situada en un relieve similar al monte Ararat, donde se posó el arca de Noé, cerca del país de Armenia en el Asia Menor.
Por eso se llama Armenia Mantequilla.

## Historia
Antes de la conquista, los indígenas Titiribíes, Guacos y Arvíes habitaban la región que hoy ocupa el municipio. El Valle de Ebéjico estaba poblado por los Ebéjicos y Peques, ambos grupos de la familia indígena de los Nutabes. 
Cuando llegaron los conquistadores y el Mariscal Jorge Robledo se dirigía hacia la región de Aburrá (hoy Valle de Aburrá), hubo de pasar antes, y por tanto descubrir, un territorio que hoy ocupa el contemporáneo municipio.
Los cronistas cuentan sobre un alférez real de España, en 1680, de nombre Don Simón de las Rivas Murga, quien era propietario legal de las tierras del hoy poblado de Armenia, y de las del actual poblado de Heliconia. Compartían con el alférez este título de propiedad, los capitanes españoles Juan y Francisco de Guzmán. Como dato adicional indicamos que estas extensísimas propiedades fueron adjudicadas a los mencionados conquistadores por el caballero de la Orden de Calatrava y entonces Capitán General de la provincia de Antioquia, don Juan Vélez de Salamanca y Ladrón de Guevara. 
Ya pasado el tiempo y por 1868, algunos vecinos del sitio solicitaron al entonces gobernador del Estado de Antioquia, Pedro Justo Berrío, la conversión de la fundación a la categoría de corregimiento, solicitud que el gobernador atendió en el mes de septiembre de tal año. La comunidad quedó bautizada oficialmente como "Mantequilla" mediante decreto del 21 de septiembre de 1868, y figuró bajo la dependencia del entonces municipio de Heliconia. 
Los vecinos de Morro Mantequilla construyeron en 1870 una capilla en terrenos donados por otro municipio circundante, Amagá. Esta construcción suscitó algunos problemas dado el poco desarrollo del sector, pero en 1875 se presentó a la legislatura de Antioquia un proyecto según el cual se cambiaría el nombre de "Mantequilla" por el de "Armenia". 
Pasó el tiempo y en 1885 se emprendió por parte de los vecinos una intensa lucha que duraría hasta 1894, para segregarlo la localidad del municipio de Heliconia y otorgarle vida independiente. En ese año la Asamblea de Antioquia expidió una ordenanza en tal sentido, fecha desde la cual Armenia es municipio de Antioquia.

## Generalidades
- Fundación: el 21 de septiembre de 1868
- Erección en Municipio: 1894
- Fundadores: Pedro Betancur, Joaquín Mejía, Manuel Solórzano.
- Apelativos del pueblo: "Armenia Mantequilla".

Se comunica por carretera con Heliconia y Titiribí. 
La vía de acceso al municipio cuenta con carretera pavimentada. Para llegar al municipio lo mejor es tomar la Autopista Sur de Medellín y tomar la salida por el corregimiento de San Antonio de Prado hacia el occidente del departamento. Cuando se llega al Alto del Chuscal se encuentra una desviación en Y, en donde se termina el pavimento y la carretera del lado izquierdo lleva directamente a Armenia (del lado derecho conduce al municipio de Heliconia).
Por su ubicación geográfica este municipio es un balcón que permite apreciar los paisajes del Suroeste y el Occidente del departamento.

## División Político-Administrativa
Además de su Cabecera municipal. Armenia Mantequilla tiene bajo su jurisdicción el siguiente corregimiento (de acuerdo a la Gerencia departamental):
| Corregimiento | Centros Poblados | Veredas                             |
| La Herradura  | - La Herradura   | Palmichal, La Pescadora, Arbolitos. |

## Demografía
Población Total: 5 139 hab. (2018)
- Población Urbana: 1 716
- Población Rural: 3 423

Alfabetismo: 78.2% (2005)
- Zona urbana: 88.0%
- Zona rural: 73.1%

### Etnografía
Según las cifras presentadas por el DANE del censo 2005, la composición etnográfica del municipio es: 
- Mestizos & blancos (96,1%)
- Afrocolombianos (3,9%)

## Economía
La economía de este distrito ha sido en lo fundamental la actividad ganadera, y también la agricultura y el comercio. En lo agrícola hay para destacar los cultivos de café, cacao, plátano, maíz, yuca, frutas, legumbres. En lo ganadero, el ganado vacuno.
En la actualidad su economía básicamente se desarrolla mediante el café, la ganadería, la agricultura y el comercio aunque poseen una actividad muy pobre. 
En cuanto a artesanías es afamada la producción de canastas de bejuco, tallas en madera y, hasta hace algún tiempo, bateas para lavar oro. 

## Fiestas
- Fiestas del Fiambre y el Geranio, primera o segunda semana de noviembre, la fiesta más reconocida del distrito.
- Fiestas patronales de San Antonio de Padua, junio.
- Fiesta de la Virgen del Carmen, julio 16.

## Gastronomía
Son muy típicos del municipio los fiambres, comidas generalmente para paseos, envueltos en hoja de bijao, y variedad de deliciosa parva.

## Sitios de interés
- Riberas del río Cauca.
- Mirador El Chuscal.

- Alto de Mojones. Sitio tradicional para elevar cometas; allí se realiza cada año por el mes de agosto El Festival de la Cometa, que se programa en el segundo puente. También se llevan a cabo caminatas ecológicas y se considera este lugar como un mirador natural.

- El Añil, cuenta con excelentes charcos, se encuentra en la vía hacia Titiribí.
- Vereda Palo Blanco, a media hora del municipio. Desde allí se observa una impactante panorámica de la cabecera.
- Templo parroquial de San Antonio de Padua. Fue construido en 1917.
- Santuario de Mamá María.

## Enlaces esxternos
- Wikimedia Commons alberga una categoría multimedia sobre Armenia Mantequilla.

- Datos: Q934767
- Multimedia: Armenia, Antioquia / Q934767